# Amir Richardson
Michael Amir Junior Richardson (arabsky: مايكل أمير جونيور ريتشاردسون) (* 24. ledna 2002) je marocký profesionální fotbalista, který hraje na pozici záložníka za italský klub ACF Fiorentina a marocký národní tým.

## Klubová kariéra

### Le Havre
Richardson prošel řadami mládežnického systému OGC Nice, než se připojil k Le Havre AC.
Svůj profesionální debut si odbyl 15. května 2021, kdy nastoupil do zápasu Ligue 2 proti úřadujícímu mistrovi Troyes AC. Dne 9. července 2021 podepsal svou první profesionální smlouvu s Le Havre. V prosinci 2021 mu byla udělena cena Pépite du mois (objev sezóny) Ligue 2 a podle mnoha zdrojů byl považován za jeden z největších objevů sezóny 2021/22.

### Remeš
Dne 1. září 2022 přestoupil do Remeše a podepsal s ní smlouvu do roku 2026. V Le Havre ovšem ještě zůstal pro sezónu 2022/23, kde byl součástí týmu, který vyhrál Ligue 2 a byl jmenován do týmu roku této ligy.
Richardson debutoval za Remeš v Ligue 1 při prohře 2:1 s Olympique Marseille na Stade Vélodrome 12. srpna 2023. Svůj první gól v Ligue 1 vstřelil 17. září 2023 při prohře 2:1 se Stade Brestois.

### Fiorentina
Dne 12. srpna 2024 přestoupil do klubu ACF Fiorentina v Serii A.

## Reprezentační kariéra
V roce 2021 hrál za francouzský tým do 20 let. V březnu 2023 byl povolán do marockého týmu U23. Richardson je na mezinárodní úrovni způsobilý hrát za Francii, Maroko nebo Spojené státy americké.
V červnu 2023 byl zařazen do finálního týmu marocké reprezentace do 23 let pro Africký pohár národů hráčů do 23 let 2023, který se konal na domácí půdě, a kde Maroko získalo svůj první titul,  čímž se kvalifikovalo na Letní olympijské hry 2024.
V květnu 2023 byl Richardson osloven Fotbalovou federací Spojených států s nabídkou hrát za jejich národní tým. Richardson nabídku odmítl.
V září 2023 Richardson debutoval v seniorské reprezentaci Maroka při vítězství 1:0 nad Burkinou Faso. Richardson byl zařazen do týmu Maroka pro Africký pohár národů 2023.

## Osobní život
Richardson je synem bývalého amerického basketbalisty Micheala Raye Richardsona a marocké matky Ilham Ngadi, která se narodila ve Fesu.

## Statistiky

### Klubové
Platí k zápasu hranému 10. listopadu 2024.
| Klub              | Sezóna            | Liga              | Liga   | Liga | Národní pohár | Národní pohár | Kontinentální | Kontinentální | Ostatní | Ostatní | Celkově | Celkově |
| Klub              | Sezóna            | Soutěž            | Zápasy | Góly | Zápasy        | Góly          | Zápasy        | Góly          | Zápasy  | Góly    | Zápasy  | Góly    |
| ----------------- | ----------------- | ----------------- | ------ | ---- | ------------- | ------------- | ------------- | ------------- | ------- | ------- | ------- | ------- |
| Le Havre          | 2020/21           | Ligue 2           | 1      | 0    | 0             | 0             | —             | —             | —       | —       | 1       | 0       |
| Le Havre          | 2021/22           | Ligue 2           | 33     | 0    | 1             | 0             | —             | —             | —       | —       | 34      | 0       |
| Le Havre          | 2022/23           | Ligue 2           | 34     | 3    | 0             | 0             | —             | —             | —       | —       | 34      | 3       |
| Le Havre          | Celkově           | Celkově           | 68     | 3    | 1             | 0             | —             | —             | —       | —       | 69      | 3       |
| Remeš             | 2023/24           | Ligue 1           | 28     | 3    | 0             | 0             | —             | —             | —       | —       | 28      | 3       |
| Fiorentina        | 2024/25           | Serie A           | 8      | 0    | 0             | 0             | 4             | 0             | —       | —       | 12      | 0       |
| Celkově v kariéře | Celkově v kariéře | Celkově v kariéře | 104    | 6    | 1             | 0             | 4             | 0             | 0       | 0       | 109     | 6       |

### Reprezentační
Platí k zápasu hranému 9. září 2024.
| Národní tým | Rok     | Zápasy | Góly |
| ----------- | ------- | ------ | ---- |
| Maroko      | 2023    | 3      | 0    |
| Maroko      | 2024    | 5      | 0    |
| Celkově     | Celkově | 8      | 0    |

## Úspěchy
Le Havre
- Ligue 2: 2022/23

Maroko U23
- Africký pohár národů hráčů do 23 let: 2023
- Bronzová medaile na Letních olympijských hrách: 2024

Individuální
- Tým roku Ligue 2: 2022/23